# Geraldo Washington Regufe Alves
Geraldo Washington Regufe Alves (* 8. November 1980 in Póvoa de Varzim), genannt Geraldo (auch Geraldo Alves), ist ein ehemaliger portugiesischer Fußballspieler.

## Leben
Geraldo ist der Sohn des Brasilianers Washington, der ebenfalls Fußballer war, und Bruder des bei Parma Calcio spielenden Bruno Alves. Da seine Mutter Portugiesin ist, hat er, wie sein Bruder, die portugiesische Staatsbürgerschaft.

## Karriere
Seine Karriere begann Geraldo bei Varzim SC, einem Verein aus seiner Heimatstadt. Nach einem Jahr holte ihn Benfica Lissabon, für die er schon in seiner Jugendzeit spielte. Nachdem er die ersten beiden Jahre in der Reserve der Glorioso verbracht hatte, kam er zur Saison 2001/02 in den Profikader. Noch in derselben Saison wechselte er zu SC Beira-Mar, wo er mehr Perspektiven sah. Nachdem er sich dort nicht durchsetzen konnte, wurde er nach Ablauf der Saison in der Sommerpause ablösefrei zu Gil Vicente transferiert. Nach einem enttäuschenden Jahr wechselte er 2003 zum FC Paços de Ferreira, wo er vier Jahre blieb und 90 mal in der Liga auflief (neun Tore).
Im Sommer 2007 wechselte der Verteidiger für 400.000 € zu AEK Athen in die griechische Super League. In der Saison 2008/09 verlor er seinen Stammplatz an den Schweden Daniel Majstorović. Sein Vertrag bei AEK lief bis zum 30. Juni 2010. Anschließend wechselte er zu Steaua Bukarest in die rumänische Liga 1. Dort gewann er im Jahr 2011 den rumänischen Pokal. Im Sommer 2012 verließ er Steaua und schloss sich dem Ligakonkurrenten Petrolul Ploiești an. Dort gewann er mit dem Pokalsieg 2013 seinen zweiten Titel. Im Sommer 2015 wechselte er zu Ligakonkurrent Astra Giurgiu, mit dem er die Meisterschaft 2016 gewann.

## Erfolge
- Rumänischer Meister: 2016
- Rumänischer Pokalsieger: 2011, 2013